# Chlorodynerus araxanus
Chlorodynerus araxanus är en stekelart som först beskrevs av Blüthgen 1956.  Chlorodynerus araxanus ingår i släktet Chlorodynerus och familjen Eumenidae. Inga underarter finns listade i Catalogue of Life.